# Henryk Ettmayer
Henryk Adelsburg Ettmayer (ur. 26 lutego 1863 w Bochni, zm. 2 sierpnia 1934 w Krakowie) – c. k. urzędnik.

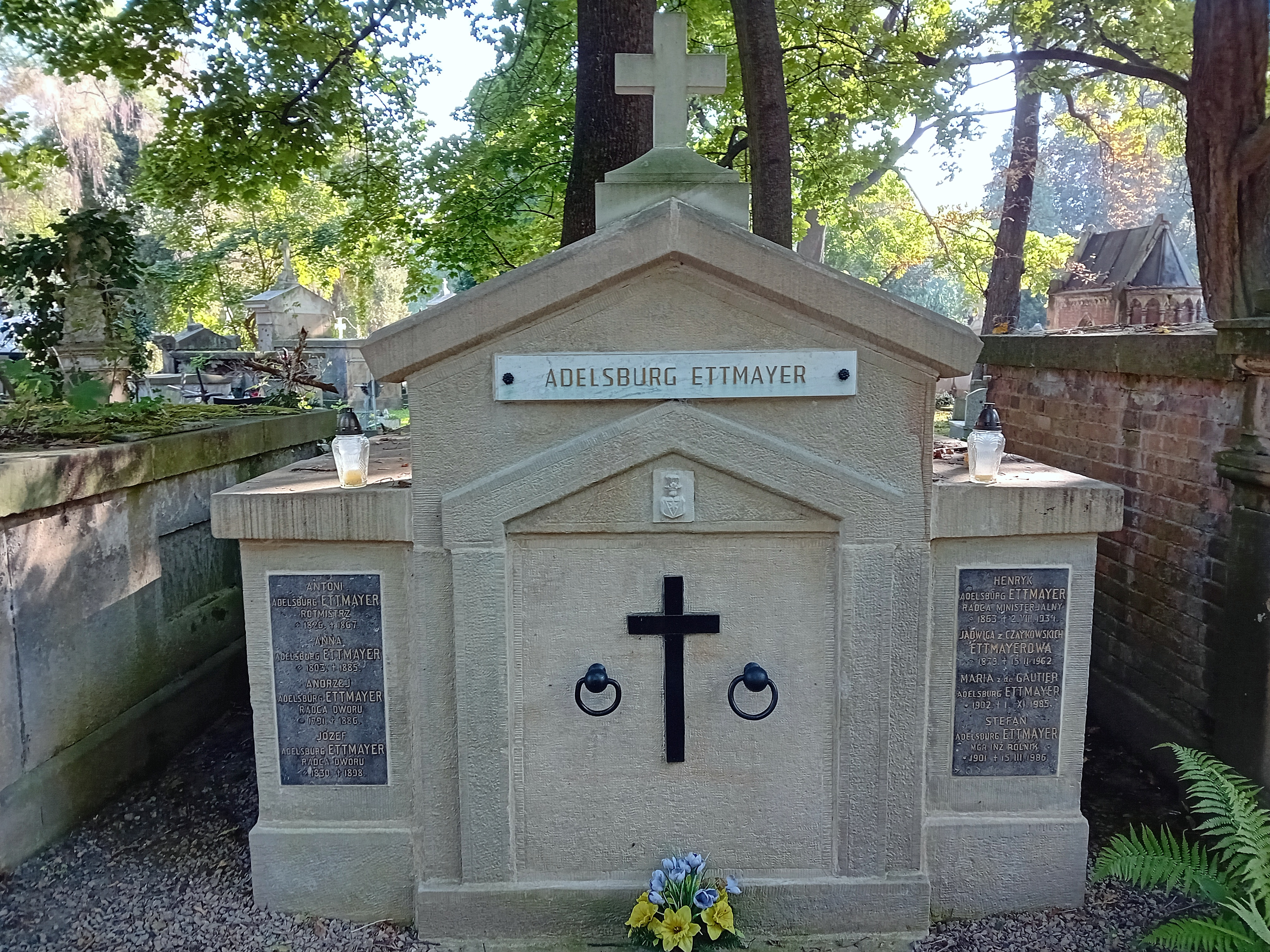
Grobowiec Ettmayerów

## Życiorys
Od 1874 kształcił się w C. K. Gimnazjum św. Anny w Krakowie (wskazany jako Henryk Etmeyer). W okresie zaboru austriackiego w ramach autonomii galicyjskiej wstąpił do c. k. służby urzędniczej. Od ok. 1888 był praktykantem konceptowym C. K. Namiestnictwa, skąd w tym samym charakterze od ok. 1889 był przydzielony do urzędu C. K. starostwa w Białej. Potem został zatrudniony w urzędzie starostwa c. k. powiatu sanockiego, gdzie od ok. 1891 był praktykantem konceptowym, a od ok. 1895 był koncepistą namiestnictwa. W latach 90. był członkiem sanockiego gniazda Polskiego Towarzystwa Gimnastycznego „Sokół”, członkiem oddziału sanocko-lisko-krośnieńskiego C. K. Towarzystwa Gospodarskiego we Lwowie, a ponadto członkiem zwyczajnym Macierzy Szkolnej dla Księstwa Cieszyńskiego. W listopadzie 1895 został wybrany zastępca członka wydziału Towarzystwa Kasyna w Sanoku. W czerwcu 1896 w charakterze koncepisty został przeniesiony do urzędu starostwa c. k. powiatu bocheńskiego i pracował tam w kolejnych latach. Następnie został przeniesiony do urzędu starostwa c. k. powiatu przemyskiego, w którym od ok. 1898 był koncepistą namiestnictwa, a od ok. 1899 był komisarzem powiatowym. Od września 1903 w randze komisarza powiatowego był przydzielony do pracy w C. K. Ministerstwie Spraw Wewnętrznych, a od ok. 1904 w randze sekretarza Namiestnictwa. Od ok. 1908 był przydzielony do C. K. Ministerstwa Robót Publicznych (extra statum), jako sekretarz ministerialny, od ok. 1912 z tytułem i charakterem radcy sekcyjnego, od ok. 1913 jako radca sekcyjny (do ok. 1914 ad personam).
W okresie II Rzeczypospolitej jako emerytowany radca ministerialny zamieszkiwał w Krakowie przy ulicy Basztowej 9. Zmarł 2 sierpnia 1934 i został pochowany na cmentarzu Rakowickim w Krakowie.
Jego żoną była Jadwiga z domu Czaykowska (1879–1962), córka adwokata krajowego i wicemarszałka Rady powiatowej w Przemyślu, dr. Władysława Czajkowskiego, a ich synem był Stefan (1901–1986), inżynier rolnictwa.

## Ordery i odznaczenia
austro-węgierskie 
- Krzyż Wojenny za Zasługi Cywilne II klasy[24]
- Brązowy Medal Jubileuszowy Pamiątkowy dla Sił Zbrojnych i Żandarmerii[24]
- Medal Jubileuszowy Pamiątkowy dla Cywilnych Funkcjonariuszów Państwowych[24]
- Krzyż Jubileuszowy dla Cywilnych Funkcjonariuszów Państwowych[24]